# Kara Mustafa

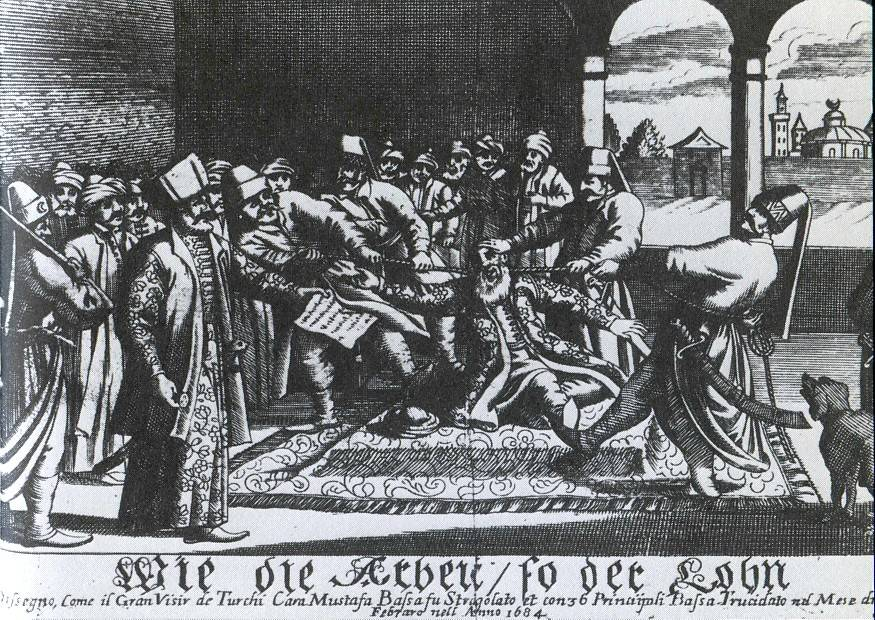
Śmierć Kara Mustafy w Belgradzie

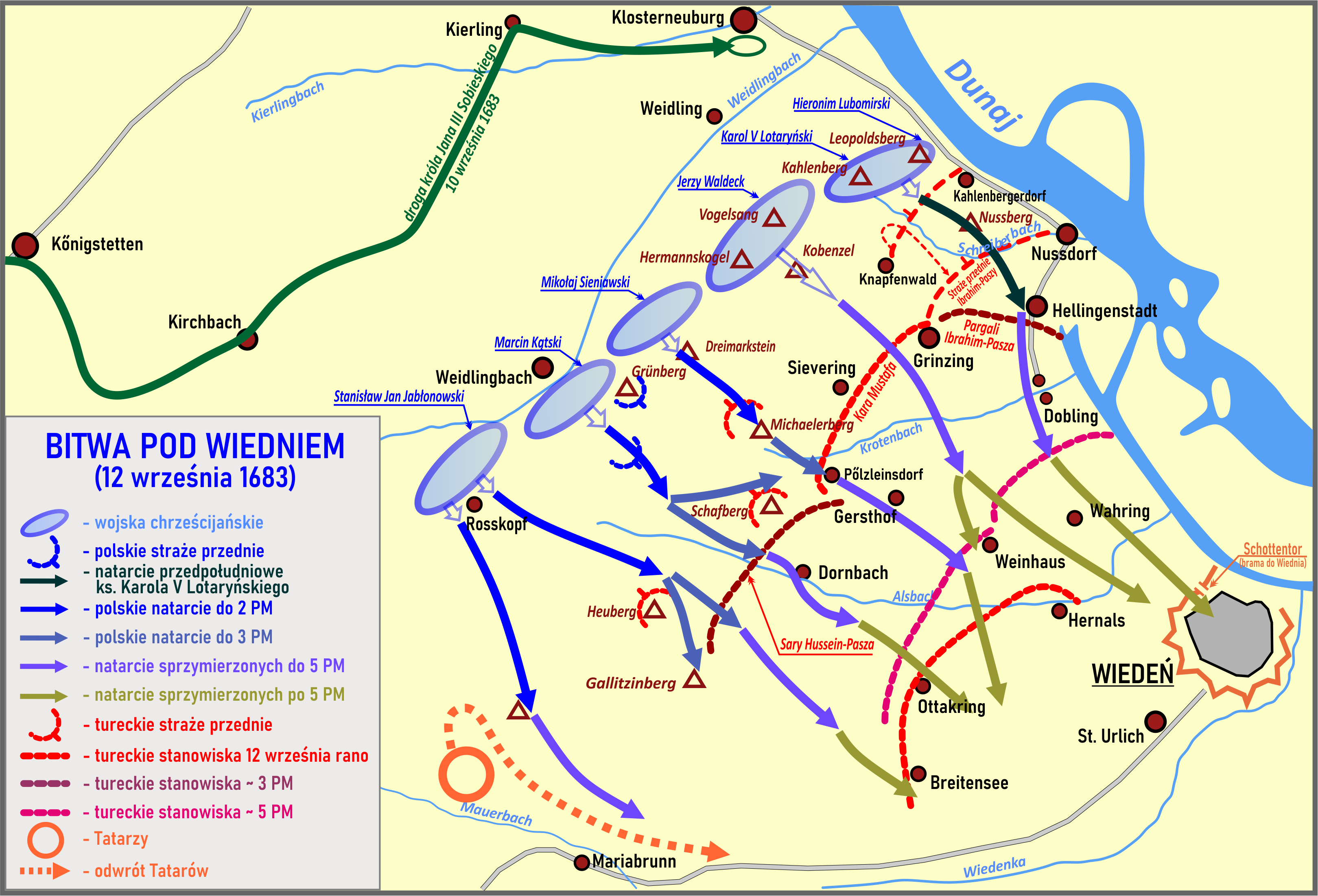
Bitwa pod Wiedniem (1683)

Kara Mustafa  (tur. Merzifonlu Kara Mustafa Paşa, ur. 1620 lub 1634/1635 w Merzifon, zm. 25 grudnia 1683 w Belgradzie) – wielki wezyr Imperium Osmańskiego, protegowany sułtana Mehmeda IV, uczestniczył w kilku zwycięskich wyprawach wojsk tureckich, przyczynił się do ekspansji tureckiej w kierunku Europy Środkowo-Wschodniej.

## Życiorys
Kara Mustafa był synem oficera spahisów. Jego wychowaniem i wykształceniem zajął się znajomy ojca, przyszły wielki wezyr Mehmed Köprülü, który z czasem zaczął powierzać mu stanowiska w swojej własnej administracji. Kiedy 1656 Köprülü został wielkim wezyrem, mianował Kara Mustafę na stanowisko posłańca pośredniczącego w korespondencji między sułtanem Mehmedem IV a wielkim wezyrem. W 1660 został wysłany jako bejlerbej do Sylistrii (obecnie w Bułgarii), z zadaniem uspokojenia niedawno spacyfikowanego regionu i utrzymania u władzy osób wyznaczonych przez Wysoką Portę. W 1661 zmarł wielki wezyr Mehmed Köprülü, którego zastąpił na tym stanowisku jego syn Ahmed Köprülü, przyjaciel Kara Mustafy. W 1662 został kapudanem paszą (admirałem) floty tureckiej i zastępcą kajmakama (kajmakam zastępował wielkiego wezyra w czasie jego nieobecności w Konstantynopolu). Dzięki tym stanowiskom Kara Mustafa odpowiadał za prowadzenie bieżącej administracji i za zaopatrzenie osmańskich wojsk na Krecie, gdzie trwało oblężenie bronionej przez Wenecjan Kandii. Jednocześnie, zastępując Ahmeda Köprülü w stolicy, nawiązał kontakty z europejskimi dyplomatami przy Wysokiej Porcie, co miało wpływ na jego dalszą karierę.   
Kara Mustafa służył sułtanowi jako generał wojsk w wojnie przeciwko Polsce w roku 1672, negocjował pokój w Buczaczu po zdobyciu Podola. W 1676 został wielkim wezyrem, zastępując na tym stanowisku zmarłego Ahmeda Köprülü. Po nieudanej wojnie z Rosją, Turcy przyjęli w 1681 pokój w Bakczysaraju. W roku 1683 Kara Mustafa rozpoczął kampanię austriacką, popierając antyhabsburskie powstanie Thökölyego. Zebrał armię 140–300 tysięcy żołnierzy i oblegał Wiedeń, broniony przez 18 tysięcy ludzi (13 tysięcy żołnierzy i 5 tysięcy członków straży miejskiej). Jednak 12 września 1683 wojska koalicji antytureckiej pod wodzą króla Jana III Sobieskiego odniosły zwycięstwo w bitwie pod Wiedniem, w której główną rolę odegrał potężny atak polskiej husarii na flankę sił tureckich.  
Klęska wielkiego wezyra pod Wiedniem i pod Parkanami ostatecznie pogrzebała szanse Imperium Osmańskiego na podbój Europy Środkowo-Wschodniej i jego karierę. Kara Mustafa cofnął się do Belgradu w celu zorganizowania nowej armii i wyjaśnienia sułtanowi Mehmedowi IV okoliczności klęski. Sułtan opuścił Belgrad przed przybyciem Mustafy, co przypieczętowało los wielkiego wezyra. 25 grudnia 1683 z rozkazu Mehmeda IV Kara Mustafa został uduszony jedwabną cięciwą łuku.

## Strzemię Mustafy na Wawelu
W Skarbcu Katedralnym na Wawelu w Krakowie znajduje się strzemię wielkiego wezyra Kara Mustafy, ofiarowane przez króla Jana III Sobieskiego na pamiątkę zwycięstwa pod Wiedniem.

## Głownia szabli Kara Mustafy na Wawelu
Według tradycji szablę zdobytą pod Wiedniem Jan III Sobieski złożył w Loreto w r. 1687 jako wotum za zwycięstwo nad Turkami. Pozbawiona kosztownej oprawy głownia podarowana została w r. 1798 generałowi Janowi Henrykowi Dąbrowskiemu przez konsula Rzymu Liboria Angelucciego. Dowódca Legionów Polskich przesłał ją Tadeuszowi Kościuszce, który podarował ją w r. 1817 Annie Jadwidze z Zamoyskich Sapieżynie z przeznaczeniem dla jej syna Leona Sapiehy. Do r. 1939 eksponowana była na zamku w Krasiczynie, później przechowywana w pałacu biskupim w Krakowie, od 23 kwietnia 1954 jako depozyt w Zamku Królewskim na Wawelu, 22 lipca 1998 podarowana przez Michała Sapiehę.
Głownia zakrzywiona, jednosieczna, o przekroju klinowym, z płaskim trzpieniem do montowania rękojeści. Złamana i połączona na zakładkę nitami. Wzdłuż tylca trzy szpary (jedna wypełniona kulkami ołowianymi), w których pierwotnie osadzone były zapewne perły. Między szparami nabijane złotem napisy (fragmenty Koranu) w owalnych medalionach, kończysty medalion z napisem przy nasadzie. Napis na tylcu: Po oswobodzeniu Wiednia Przez Jana III Boga Rodzicy w LORECIE Poświęcony R.P. MDCLXXXVII. W połowie długości z obu stron rytowane ornamenty roślinno-geometryczne.